# As Ninfas Insaciáveis
As Ninfas Insaciáveis é um filme brasileiro de 1981 dirigido por John Doo.

## Sinopse
Quatro estudantes viciadas em sexo se envolvem com contrabandistas de bebidas e vão parar numa ilha deserta, onde uma série de crimes começa a acontecer.

## Elenco
- Péricles Campos
- Nádia Destro
- Tânia Gomide
- Nice Marinelli
- Zilda Mayo
- Darly Pereira
- Flávio Porto
- Roque Rodrigues
- Alvamar Taddei
- Vandi Zachias